# Løgtingswahl 2019
- Republikaner: 6
- Sozialdemokraten: 7
- Selbstverwaltung: 1
- Fortschritt: 2
- Unionisten: 7
- Zentrumspartei: 2
- Volkspartei: 8

Die Løgtingswahl 2019 auf den Färöern fand am Samstag den 31. August 2019 statt. Es war die 20. Parlamentswahl seit Erlangung der inneren Selbstverwaltung (heimastýri) im Jahr 1948.

## Zur Wahl stehende Parteien
Zur Wahl meldeten sich neun Parteien beim Wahlleiter an. Neben den sieben Parteien, die bislang schon im Parlament vertreten waren, stellen sich zwei neue Parteien zur Wahl. Dies waren zum einen Framtakið, eine Themenpartei, die sich für die Freigabe von Cannabis zu medizinischen Zwecken starkmacht, und zum anderen Føroyaflokkurin, eine Partei, die sich den klassischen Liberalismus auf die Fahnen geschrieben hat. Insbesondere setzt sich die Partei für regionale Themen ein sowie der Stärkung von dünner besiedelten Außengebieten gegenüber den Ballungszentren.
| Parteien | Parteien              | Parteien               |
| Liste    | Liste                 | Vorsitz                |
| -------- | --------------------- | ---------------------- |
|          | A – Fólkaflokkurin    | Jørgen Niclasen        |
|          | B – Sambandsflokkurin | Bárður á Steig Nielsen |
|          | C – Javnaðarflokkurin | Aksel V. Johannesen    |
|          | D – Sjálvstýri        | Jógvan Skorheim        |
|          | E – Tjóðveldi         | Høgni Hoydal           |
|          | F – Framsókn          | Poul Michelsen         |
|          | H – Miðflokkurin      | Jenis av Rana          |
|          | K – Framtakið         | Hallur Djurhuus        |
|          | L – Føroyaflokkurin   | Hjalmar Zachariassen   |

Insgesamt stellten sich 179 Kandidaten zur Wahl, davon 121 Männer und 58 Frauen.

## Wahlergebnis
| Partei                                          | Partei                                          | Stimmen | Stimmen | Stimmen | Sitze  | Sitze |
| Partei                                          | Partei                                          | Anzahl  | %       | +/−     | Anzahl | +/−   |
| ----------------------------------------------- | ----------------------------------------------- | ------- | ------- | ------- | ------ | ----- |
|                                                 | A – Fólkaflokkurin                              | 8.290   | 24,5 %  | ▲5,6    | 8      | ▲2    |
|                                                 | C – Javnaðarflokkurin                           | 7.480   | 22,1 %  | ▼2,9    | 7      | ▼1    |
|                                                 | B – Sambandsflokkurin                           | 6.874   | 20,3 %  | ▲1,6    | 7      | ▲1    |
|                                                 | E – Tjóðveldi                                   | 6.127   | 18,1 %  | ▼2,6    | 6      | ▼1    |
|                                                 | H – Miðflokkurin                                | 1.815   | 5,4 %   | ▼0,1    | 2      | ▬     |
|                                                 | F – Framsókn                                    | 1.559   | 4,6 %   | ▼2,3    | 2      | ▬     |
|                                                 | D – Sjálvstýri                                  | 1.157   | 3,4 %   | ▼0,6    | 1      | ▼1    |
|                                                 |                                                 |         |         |         |        |       |
|                                                 | K – Framtakið                                   | 310     | 0,9 %   | Neu     | 0      | Neu   |
|                                                 | L – Føroyaflokkurin                             | 167     | 0,5 %   | Neu     | 0      | Neu   |
| Gesamt                                          | Gesamt                                          | 33.779  | 100,0 % |         | 33     |       |
| Gültige Stimmen                                 | Gültige Stimmen                                 | 33.779  | 99,56 % |         |        |       |
| Ungültige Stimmen                               | Ungültige Stimmen                               | 150     | 0,44 %  |         |        |       |
| Abgegebene Stimmen                              | Abgegebene Stimmen                              | 33.929  | 100,0 % |         |        |       |
| Anzahl der Wahlberechtigten und Wahlbeteiligung | Anzahl der Wahlberechtigten und Wahlbeteiligung | 37.827  | 89,7 %  |         |        |       |
| Quelle: KVF                                     |                                                 |         |         |         |        |       |